# Selve Marcone
Selve Marcone är en ort och frazione i kommunen Pettinengo i provinsen Biella i regionen Piemonte i Italien. 
Selve Marcone upphörde som kommun den 1 januari 2017 och uppgick i kommunen Pettinengo. Den tidigare kommunen hade 93 invånare (2016).